# 4e étape du Tour de France 2022
Pour un article plus général, voir Tour de France 2022.
La 4e étape du Tour de France 2022 se déroule le mardi 5 juillet 2022 entre Dunkerque (Nord) et Calais (Pas-de-Calais), sur une distance de 171,5 kilomètres.

## Parcours
Au départ de Dunkerque, le parcours rejoint les Monts des Flandres, avec la côte de Cassel (1,7 kmà 4,2 %, 4e catégorie). Ensuite, l'itinéraire prend la direction de l'ouest, par Saint-Omer (km 49,7) et le sprint intermédiaire de Lumbres (km 63,2), puis traverse le parc naturel régional des Caps et Marais d'Opale, avec quatre ascensions en près de cinquante kilomètres : la côte de Remilly-Wirquin (1,1 km à 6,8 %, 4e catégorie), la côte de Nielles-lès-Bléquin (1,1 km à 7,7 %, 4e catégorie), la côte de Harlettes (1,3 km à 6 %, 4e catégorie) et la côte de Ventus (1,1 km à 4,8 %, 4e catégorie).
En bord de mer et sur des routes potentiellement exposées au vent, depuis Marquise (km 153,4), les vingt derniers kilomètres pourraient se révéler décisifs, aussi bien pour la victoire d'étape que pour la victoire finale, en cas de bordure. Dernière des six ascensions au programme, la côte du Cap Blanc-Nez (0,9 km à 7,5 %) se situe à dix kilomètres de l'arrivée. La ligne d'arrivée est tracée sur l'Avenue Pierre de Coubertin, au pied de la Citadelle de Calais.
La victoire d'étape est propice à un puncheur - sprinteur.

## Déroulement de la course
Avant le départ fictif, une minute d'applaudissements est respectée, en mémoire des victimes de la fusillade de Copenhague, survenue deux jours après le grand départ donné dans la capitale danoise.
Dès le kilomètre zéro, le Français Anthony Perez (Cofidis) s'échappe en compagnie de l'homme fort de ce début de Tour de France, le maillot à pois danois Magnus Cort Nielsen (EF Education-EasyPost).
Au sommet de la côte de Cassel (1,7 km à 4,2 %, 4e catégorie), Magnus Cort Nielsen devance Anthony Perez, avec quatre minutes et cinquante secondes d'avance sur le peloton. Au passage dans Saint-Omer (km 50), l'écart entre les deux groupes est de six minutes. Au sprint intermédiaire de Lumbres (km 63,2), Anthony Perez précède Magnus Cort Nielsen ; le peloton compte un débours de près de sept minutes, dans lequel le Néerlandais Fabio Jakobsen (Quick-Step Alpha Vinyl) devance le maillot jaune belge Wout van Aert (Jumbo-Visma).
Le coureur danois passe en tête des quatre montées successives : la côte de Remilly-Wirquin (1,1 km à 6,8 %, 4e catégorie), la côte de Nielles-lès-Bléquin (1,1 km à 7,7 %, 4e catégorie), la côte de Harlettes (1,3 km à 6 %, 4e catégorie) et la côte de Ventus (1,1 km à 4,8 %, 4e catégorie). D'abord de sept minutes et trente secondes,  l'écart entre l'échappée et le peloton n'est plus que d'une minute et quinze secondes au sommet de cette dernière. Magnus Cort Nielsen se relève, il est repris à quarante kilomètres de l'arrivée. Devant, Anthony Perez résiste tant bien que mal ; au passage dans Marquise, le coureur de Cofidis compte plus d'une minute d'avance. Il est finalement récupéré dans l'ultime ascension, la côte du Cap Blanc-Nez (0,9 km à 7,5 %, 4e catégorie), là même où Wout van Aert passe à l'attaque. Seuls son coéquipier danois Jonas Vingegaard et le Britannique Adam Yates (Ineos Grenadiers) parviennent à le suivre jusqu'au sommet. Le maillot jaune bascule en tête et est le seul à pouvoir poursuivre son effort. Rapidement, il obtient une marge de vingt secondes avec un peloton dans lequel les sprinteurs se replacent difficilement. À chaque fois deuxième sur les trois premières étapes du Tour de France, Wout van Aert s'impose dans les rues de Calais. Remportant le sprint du peloton à huit secondes du vainqueur, Jasper Philipsen explose de joie sur la ligne d'arrivée car il pense avoir gagné l'étape.
Au niveau des différents classements, Wout van Aert conforte ses maillots jaune et vert, et Magnus Cort Nielsen son maillot à pois. Le Slovène Tadej Pogačar (UAE Emirates) garde le maillot blanc. La Jumbo-Visma affirme sa domination au classement par équipes.

## Résultats

### Classement de l'étape
| Classement de la 4e étape | Classement de la 4e étape | Classement de la 4e étape | Classement de la 4e étape          | Classement de la 4e étape |
|                           | Coureur                   | Pays                      | Équipe                             | Temps                     |
| ------------------------- | ------------------------- | ------------------------- | ---------------------------------- | ------------------------- |
| 1er                       | Wout van Aert             | Belgique                  | Jumbo-Visma                        | en 4 h 1 min 36 s         |
| 2e                        | Jasper Philipsen          | Belgique                  | Alpecin-Deceuninck                 | + 8 s                     |
| 3e                        | Christophe Laporte        | France                    | Jumbo-Visma                        | + 8 s                     |
| 4e                        | Alexander Kristoff        | Norvège                   | Intermarché-Wanty-Gobert Matériaux | + 8 s                     |
| 5e                        | Peter Sagan               | Slovaquie                 | TotalEnergies                      | + 8 s                     |
| 6e                        | Luca Mozzato              | Italie                    | B&B Hotels-KTM                     | + 8 s                     |
| 7e                        | Danny van Poppel          | Pays-Bas                  | Bora-Hansgrohe                     | + 8 s                     |
| 8e                        | Hugo Hofstetter           | France                    | Arkéa-Samsic                       | + 8 s                     |
| 9e                        | Michael Matthews          | Australie                 | Team BikeExchange-Jayco            | + 8 s                     |
| 10e                       | Benjamin Thomas           | France                    | Cofidis                            | + 8 s                     |
| modifier                  |                           |                           |                                    |                           |

### Bonifications en temps
|   | Coureur            | Pays     | Équipe             | Secondes |
| - | ------------------ | -------- | ------------------ | -------- |
| 1 | Wout van Aert      | Belgique | Jumbo-Visma        | 10 s     |
| 2 | Jasper Philipsen   | Belgique | Alpecin-Deceuninck | 6 s      |
| 3 | Christophe Laporte | France   | Jumbo-Visma        | 4 s      |

### Points attribués
| Sprint intermédiaire Lumbres (km 63,2) | Sprint intermédiaire Lumbres (km 63,2) | Sprint intermédiaire Lumbres (km 63,2) | Sprint intermédiaire Lumbres (km 63,2) | Sprint intermédiaire Lumbres (km 63,2) |
| -------------------------------------- | -------------------------------------- | -------------------------------------- | -------------------------------------- | -------------------------------------- |
|                                        | Coureur                                | Pays                                   | Équipe                                 | Point(s)                               |
| 1er                                    | Anthony Perez                          | France                                 | Cofidis                                | 20                                     |
| 2e                                     | Magnus Cort Nielsen                    | Danemark                               | EF Education-EasyPost                  | 17                                     |
| 3e                                     | Fabio Jakobsen                         | Pays-Bas                               | Quick-Step Alpha Vinyl                 | 15                                     |
| 4e                                     | Wout van Aert                          | Belgique                               | Jumbo-Visma                            | 13                                     |
| 5e                                     | Michael Mørkøv                         | Danemark                               | Quick-Step Alpha Vinyl                 | 11                                     |
| 6e                                     | Peter Sagan                            | Slovaquie                              | TotalEnergies                          | 10                                     |
| 7e                                     | Christophe Laporte                     | France                                 | Jumbo-Visma                            | 9                                      |
| 8e                                     | Caleb Ewan                             | Australie                              | Lotto-Soudal                           | 8                                      |
| 9e                                     | Brent Van Moer                         | Belgique                               | Lotto-Soudal                           | 7                                      |
| 10e                                    | Florian Vermeersch                     | Belgique                               | Lotto-Soudal                           | 6                                      |
| 11e                                    | Daniel Oss                             | Italie                                 | TotalEnergies                          | 5                                      |
| 12e                                    | Tim Wellens                            | Belgique                               | Lotto-Soudal                           | 4                                      |
| 13e                                    | Nils Politt                            | Allemagne                              | Bora-Hansgrohe                         | 3                                      |
| 14e                                    | Maciej Bodnar                          | Pologne                                | TotalEnergies                          | 2                                      |
| 15e                                    | Tadej Pogačar                          | Slovénie                               | UAE Team Emirates                      | 1                                      |
| modifier                               |                                        |                                        |                                        |                                        |

| Arrivée d'étape Calais (km 171,5) | Arrivée d'étape Calais (km 171,5) | Arrivée d'étape Calais (km 171,5) | Arrivée d'étape Calais (km 171,5)  | Arrivée d'étape Calais (km 171,5) |
| --------------------------------- | --------------------------------- | --------------------------------- | ---------------------------------- | --------------------------------- |
|                                   | Coureur                           | Pays                              | Équipe                             | Point(s)                          |
| 1er                               | Wout van Aert                     | Belgique                          | Jumbo-Visma                        | 50                                |
| 2e                                | Jasper Philipsen                  | Belgique                          | Alpecin-Deceuninck                 | 30                                |
| 3e                                | Christophe Laporte                | France                            | Jumbo-Visma                        | 20                                |
| 4e                                | Alexander Kristoff                | Norvège                           | Intermarché-Wanty-Gobert Matériaux | 18                                |
| 5e                                | Peter Sagan                       | Slovaquie                         | TotalEnergies                      | 16                                |
| 6e                                | Luca Mozzato                      | Italie                            | B&B Hotels-KTM                     | 14                                |
| 7e                                | Danny van Poppel                  | Pays-Bas                          | Bora-Hansgrohe                     | 12                                |
| 8e                                | Hugo Hofstetter                   | France                            | Arkéa-Samsic                       | 10                                |
| 9e                                | Michael Matthews                  | Australie                         | Team BikeExchange-Jayco            | 8                                 |
| 10e                               | Benjamin Thomas                   | France                            | Cofidis                            | 7                                 |
| 11e                               | Alberto Dainese                   | Italie                            | Team DSM                           | 6                                 |
| 12e                               | Mads Pedersen                     | Danemark                          | Trek-Segafredo                     | 5                                 |
| 13e                               | Fabio Jakobsen                    | Pays-Bas                          | Quick-Step Alpha Vinyl             | 4                                 |
| 14e                               | Andrea Pasqualon                  | Italie                            | Intermarché-Wanty-Gobert Matériaux | 3                                 |
| 15e                               | Fred Wright                       | Grande-Bretagne                   | Bahrain Victorious                 | 2                                 |
| modifier                          |                                   |                                   |                                    |                                   |

### Cols et côtes
| Côte de Cassel (km 30,7) 4e catégorie (1,7 km à 4,2 %) | Côte de Cassel (km 30,7) 4e catégorie (1,7 km à 4,2 %) | Côte de Cassel (km 30,7) 4e catégorie (1,7 km à 4,2 %) | Côte de Cassel (km 30,7) 4e catégorie (1,7 km à 4,2 %) | Côte de Cassel (km 30,7) 4e catégorie (1,7 km à 4,2 %) |
| ------------------------------------------------------ | ------------------------------------------------------ | ------------------------------------------------------ | ------------------------------------------------------ | ------------------------------------------------------ |
|                                                        | Coureur                                                | Pays                                                   | Équipe                                                 | Point(s)                                               |
| 1er                                                    | Magnus Cort Nielsen                                    | Danemark                                               | EF Education-EasyPost                                  | 1                                                      |
| modifier                                               |                                                        |                                                        |                                                        |                                                        |

| Côte de Remilly-Wirquin (km 71,8) 4e catégorie (1,1 km à 6,8 %) | Côte de Remilly-Wirquin (km 71,8) 4e catégorie (1,1 km à 6,8 %) | Côte de Remilly-Wirquin (km 71,8) 4e catégorie (1,1 km à 6,8 %) | Côte de Remilly-Wirquin (km 71,8) 4e catégorie (1,1 km à 6,8 %) | Côte de Remilly-Wirquin (km 71,8) 4e catégorie (1,1 km à 6,8 %) |
| --------------------------------------------------------------- | --------------------------------------------------------------- | --------------------------------------------------------------- | --------------------------------------------------------------- | --------------------------------------------------------------- |
|                                                                 | Coureur                                                         | Pays                                                            | Équipe                                                          | Point(s)                                                        |
| 1er                                                             | Magnus Cort Nielsen                                             | Danemark                                                        | EF Education-EasyPost                                           | 1                                                               |
| modifier                                                        |                                                                 |                                                                 |                                                                 |                                                                 |

| Côte de Nielles-lès-Bléquin (km 97,2) 4e catégorie (1,1 km à 7,7 %) | Côte de Nielles-lès-Bléquin (km 97,2) 4e catégorie (1,1 km à 7,7 %) | Côte de Nielles-lès-Bléquin (km 97,2) 4e catégorie (1,1 km à 7,7 %) | Côte de Nielles-lès-Bléquin (km 97,2) 4e catégorie (1,1 km à 7,7 %) | Côte de Nielles-lès-Bléquin (km 97,2) 4e catégorie (1,1 km à 7,7 %) |
| ------------------------------------------------------------------- | ------------------------------------------------------------------- | ------------------------------------------------------------------- | ------------------------------------------------------------------- | ------------------------------------------------------------------- |
|                                                                     | Coureur                                                             | Pays                                                                | Équipe                                                              | Point(s)                                                            |
| 1er                                                                 | Magnus Cort Nielsen                                                 | Danemark                                                            | EF Education-EasyPost                                               | 1                                                                   |
| modifier                                                            |                                                                     |                                                                     |                                                                     |                                                                     |

| Côte de Harlettes (km 102,7) 4e catégorie (1,3 km à 6,0 %) | Côte de Harlettes (km 102,7) 4e catégorie (1,3 km à 6,0 %) | Côte de Harlettes (km 102,7) 4e catégorie (1,3 km à 6,0 %) | Côte de Harlettes (km 102,7) 4e catégorie (1,3 km à 6,0 %) | Côte de Harlettes (km 102,7) 4e catégorie (1,3 km à 6,0 %) |
| ---------------------------------------------------------- | ---------------------------------------------------------- | ---------------------------------------------------------- | ---------------------------------------------------------- | ---------------------------------------------------------- |
|                                                            | Coureur                                                    | Pays                                                       | Équipe                                                     | Point(s)                                                   |
| 1er                                                        | Magnus Cort Nielsen                                        | Danemark                                                   | EF Education-EasyPost                                      | 1                                                          |
| modifier                                                   |                                                            |                                                            |                                                            |                                                            |

| Côte du Ventus (km 123,6) 4e catégorie (1,1 km à 4,8 %) | Côte du Ventus (km 123,6) 4e catégorie (1,1 km à 4,8 %) | Côte du Ventus (km 123,6) 4e catégorie (1,1 km à 4,8 %) | Côte du Ventus (km 123,6) 4e catégorie (1,1 km à 4,8 %) | Côte du Ventus (km 123,6) 4e catégorie (1,1 km à 4,8 %) |
| ------------------------------------------------------- | ------------------------------------------------------- | ------------------------------------------------------- | ------------------------------------------------------- | ------------------------------------------------------- |
|                                                         | Coureur                                                 | Pays                                                    | Équipe                                                  | Point(s)                                                |
| 1er                                                     | Magnus Cort Nielsen                                     | Danemark                                                | EF Education-EasyPost                                   | 1                                                       |
| modifier                                                |                                                         |                                                         |                                                         |                                                         |

| Côte du Cap Blanc-Nez (km 160,7) 4e catégorie (0,9 km à 7,5 %) | Côte du Cap Blanc-Nez (km 160,7) 4e catégorie (0,9 km à 7,5 %) | Côte du Cap Blanc-Nez (km 160,7) 4e catégorie (0,9 km à 7,5 %) | Côte du Cap Blanc-Nez (km 160,7) 4e catégorie (0,9 km à 7,5 %) | Côte du Cap Blanc-Nez (km 160,7) 4e catégorie (0,9 km à 7,5 %) |
| -------------------------------------------------------------- | -------------------------------------------------------------- | -------------------------------------------------------------- | -------------------------------------------------------------- | -------------------------------------------------------------- |
|                                                                | Coureur                                                        | Pays                                                           | Équipe                                                         | Point(s)                                                       |
| 1er                                                            | Wout van Aert                                                  | Belgique                                                       | Jumbo-Visma                                                    | 1                                                              |
| modifier                                                       |                                                                |                                                                |                                                                |                                                                |

### Prix de la combativité
- Anthony Perez (Cofidis)

## Classements à l'issue de l'étape

### Classement général
| Classement général | Classement général   | Classement général | Classement général     | Classement général |
|                    | Coureur              | Pays               | Équipe                 | Temps              |
| ------------------ | -------------------- | ------------------ | ---------------------- | ------------------ |
| 1er                | Wout van Aert        | Belgique           | Jumbo-Visma            | en 13 h 2 min 43 s |
| 2e                 | Yves Lampaert        | Belgique           | Quick-Step Alpha Vinyl | + 25 s             |
| 3e                 | Tadej Pogačar        | Slovénie           | UAE Team Emirates      | + 32 s             |
| 4e                 | Mads Pedersen        | Danemark           | Trek-Segafredo         | + 36 s             |
| 5e                 | Mathieu van der Poel | Pays-Bas           | Alpecin-Deceuninck     | + 38 s             |
| 6e                 | Jonas Vingegaard     | Danemark           | Jumbo-Visma            | + 40 s             |
| 7e                 | Primož Roglič        | Slovénie           | Jumbo-Visma            | + 41 s             |
| 8e                 | Adam Yates           | Grande-Bretagne    | Ineos Grenadiers       | + 48 s             |
| 9e                 | Stefan Küng          | Suisse             | Groupama-FDJ           | + 48 s             |
| 10e                | Tom Pidcock          | Grande-Bretagne    | Ineos Grenadiers       | + 49 s             |
| modifier           |                      |                    |                        |                    |

| Classement par points | Classement par points | Classement par points | Classement par points   | Classement par points |
| --------------------- | --------------------- | --------------------- | ----------------------- | --------------------- |
|                       | Coureur               | Pays                  | Équipe                  | Point(s)              |
| 1er                   | Wout van Aert         | Belgique              | Jumbo-Visma             | 170 points            |
| 2e                    | Fabio Jakobsen        | Pays-Bas              | Quick-Step Alpha Vinyl  | 109 pts               |
| 3e                    | Peter Sagan           | Slovaquie             | TotalEnergies           | 80 pts                |
| 4e                    | Christophe Laporte    | France                | Jumbo-Visma             | 66 pts                |
| 5e                    | Jasper Philipsen      | Belgique              | Alpecin-Deceuninck      | 66 pts                |
| 6e                    | Dylan Groenewegen     | Pays-Bas              | Team BikeExchange-Jayco | 60 pts                |
| 7e                    | Magnus Cort Nielsen   | Danemark              | EF Education-EasyPost   | 59 pts                |
| 8e                    | Caleb Ewan            | Australie             | Lotto-Soudal            | 45 pts                |
| 9e                    | Mads Pedersen         | Danemark              | Trek-Segafredo          | 40 pts                |
| 10e                   | Danny van Poppel      | Pays-Bas              | Bora-Hansgrohe          | 38 pts                |
| modifier              |                       |                       |                         |                       |

| Classement du meilleur grimpeur | Classement du meilleur grimpeur | Classement du meilleur grimpeur | Classement du meilleur grimpeur | Classement du meilleur grimpeur |
| ------------------------------- | ------------------------------- | ------------------------------- | ------------------------------- | ------------------------------- |
|                                 | Coureur                         | Pays                            | Équipe                          | Point(s)                        |
| 1er                             | Magnus Cort Nielsen             | Danemark                        | EF Education-EasyPost           | 11 points                       |
| 2e                              | Wout van Aert                   | Belgique                        | Jumbo-Visma                     | 1 pt                            |
| modifier                        |                                 |                                 |                                 |                                 |

| Classement général du meilleur jeune | Classement général du meilleur jeune | Classement général du meilleur jeune | Classement général du meilleur jeune | Classement général du meilleur jeune |
|                                      | Coureur                              | Pays                                 | Équipe                               | Temps                                |
| ------------------------------------ | ------------------------------------ | ------------------------------------ | ------------------------------------ | ------------------------------------ |
| 1er                                  | Tadej Pogačar                        | Slovénie                             | UAE Team Emirates                    | en 13 h 3 min 15 s                   |
| 2e                                   | Tom Pidcock                          | Grande-Bretagne                      | Ineos Grenadiers                     | + 17 s                               |
| 3e                                   | Florian Vermeersch                   | Belgique                             | Lotto-Soudal                         | + 26 s                               |
| 4e                                   | Brandon McNulty                      | États-Unis                           | UAE Team Emirates                    | + 36 s                               |
| 5e                                   | Kevin Geniets                        | Luxembourg                           | Groupama-FDJ                         | + 51 s                               |
| 6e                                   | Andreas Leknessund                   | Norvège                              | Team DSM                             | + 52 s                               |
| 7e                                   | Stefan Bissegger                     | Suisse                               | EF Education-EasyPost                | + 1 min 5 s                          |
| 8e                                   | Jasper Philipsen                     | Belgique                             | Alpecin-Deceuninck                   | + 1 min 9 s                          |
| 9e                                   | Matteo Jorgenson                     | États-Unis                           | Movistar                             | + 1 min 20 s                         |
| 10e                                  | Jonas Rutsch                         | Allemagne                            | EF Education-EasyPost                | + 1 min 27 s                         |
| modifier                             |                                      |                                      |                                      |                                      |

| Classement par équipes | Classement par équipes             | Classement par équipes | Classement par équipes |
|                        | Équipe                             | Pays                   | Temps                  |
| ---------------------- | ---------------------------------- | ---------------------- | ---------------------- |
| 1re                    | Jumbo-Visma                        | Pays-Bas               | en 39 h 9 min 52 s     |
| 2e                     | Ineos Grenadiers                   | Grande-Bretagne        | + 29 s                 |
| 3e                     | Trek-Segafredo                     | États-Unis             | + 45 s                 |
| 4e                     | Quick-Step Alpha Vinyl             | Belgique               | + 50 s                 |
| 5e                     | Bora-Hansgrohe                     | Allemagne              | + 1 min 5 s            |
| 6e                     | UAE Team Emirates                  | Émirats arabes unis    | + 1 min 28 s           |
| 7e                     | Groupama-FDJ                       | France                 | + 1 min 43 s           |
| 8e                     | Team DSM                           | Pays-Bas               | + 1 min 52 s           |
| 9e                     | Intermarché-Wanty-Gobert Matériaux | Belgique               | + 1 min 56 s           |
| 10e                    | AG2R Citroën                       | France                 | + 1 min 56 s           |
| modifier               |                                    |                        |                        |

## Abandons
Aucun abandon.